# Lijst van afleveringen van The Addams Family (1992)
Dit is een lijst met afleveringen van de Amerikaanse animatieserie The Addams Family. De serie telt 2 seizoenen. Een overzicht van alle afleveringen is hieronder te vinden.

## Seizoen 1
| Nr. | Titel aflevering                                                     | Uitzenddatum VS   |
| --- | -------------------------------------------------------------------- | ----------------- |
| 1   | Dead and Breakfast                                                   | 19 september 1992 |
| 2   | N.J. Addams                                                          | 10 oktober 1992   |
| 3   | Happyester Fester                                                    | 12 september 1992 |
| 4   | The Day Gomez Failed                                                 | 26 september 1992 |
| 5   | Itt's Over                                                           | 14 november 1992  |
| 6   | F.T.V.                                                               | 7 november 1992   |
| 7   | Addams Family PTA                                                    | 28 november 1992  |
| 8   | Puttergeist                                                          | 31 oktober 1992   |
| 9   | A Thing Is Born / Choke and Dagger / Fester's Diary                  | 17 oktober 1992   |
| 10  | Girlfriendstein / Pugsley by the Numbers / Beware of Thing           | 3 oktober 1992    |
| 11  | Sir Pugsley / Festerman / Art to Art                                 | 24 oktober 1992   |
| 12  | Little Big Thing / Little Bad Riding Hood / Metamorphosister         | 5 december 1992   |
| 13  | Hide and Go Lurch / Hook, Line and Stinkers / A Sword Fightin' Thing | 21 november 1992  |

## Seizoen 2
| Nr. | Titel aflevering                                                     | Uitzenddatum VS   |
| --- | -------------------------------------------------------------------- | ----------------- |
| 14  | Color Me Addams                                                      | 18 september 1993 |
| 15  | No Ifs, Ands or Butlers                                              | 25 september 1993 |
| 16  | Jack and Jill and the Beanstalk / Festerman Returns / Hand Delivered | 2 oktober 1993    |
| 17  | Sweetheart of a Brother                                              | 9 oktober 1993    |
| 18  | Double O Honeymoon                                                   | 16 oktober 1993   |
| 19  | Then Came Granny / Pet Show Thing / Fester Sings the Fester Way      | 23 oktober 1993   |
| 20  | Camp Addams / Little Doll Lost / King of the Polycotton Blues        | 30 oktober 1993   |
| 21  | A Girl and a Ghoul / A Little Bit of Pugsley / Ask Granny            | 6 november 1993   |
| 22  | Family Reunion                                                       | onbekend          |